# Adler Arena
Adler Arena je višenamjenska dvorana u Sočiju, u Rusiji. Otvorena je 2012. i kapaciteta je oko 8.000 gledatelja.
Za vrijeme Zimskih olimpijskih igara 2014. u njoj će se održati natjecanja u brzom klizanju. Nakon Igara služit će kao izložbeni centar. 

## Izgradnja i izgled
Radovi na izgradnji započeli su u svibnju 2010. Prvi dio radova završen je u siječnju 2011. postavljanjem temelja. Tada su uslijedili radovi na postavljanju metalne konstrukcije i krova, koji su završili krajem iste godine. Sredinom 2012. počeli su radovi na unutrašnjosti dvorane: postavljena je osnova za buduću ledenu stazu, izgrađene su tribine i uveden rashladni sustav. U prosincu 2012. dvorana je dobila uporabnu dozvolu, pa je u njoj održano prvenstvo Rusije u brzom klizanju. 
Ovalna staza duga je 400 metara. Na tribinama nalaze se 3 VIP lože ukupne površine oko 250 m². U središnjem dijelu terena nalazi se izlaz podzemnog tunela, kroz koji natjecatelji izlaze na klizalište. Dvorana također sadrži 8 svlačionica s po 15 mjesta.  